# Madison Beer
Madison Elle Beer  (Nova Iorque, 5 de março de 1999) é uma cantora e compositora norte-americana. A carreira musical de Beer começou aos 13 anos, quando Justin Bieber twittou um link com um cover que ela fez no YouTube. Em seguida, ela assinou um contrato com a Island Records, e começou a gravar e lançar singles ao longo dos anos seguintes. Em fevereiro de 2018, ela lançou seu extended play (EP) de estreia, As She Pleases. No ano seguinte, Beer assinou contrato com a Epic Records com planos de lançar seu álbum de estreia, Life Support, em 2021.
Beer assinou com a Epic Records em 2019. Ela lançou seu primeiro álbum de estúdio, Life Support , em 2021. O álbum foi apoiado por vários singles, incluindo " Selfish ", que ganhou uma certificação RIAA Platinum. Seu segundo álbum de estúdio, Silence Between Songs , foi lançado em 2023. Recebeu uma indicação de Melhor Álbum de Áudio Imersivo no 66º Grammy Awards. Em 2024, Beer lançou " Make You Mine ", pelo qual recebeu uma indicação de Melhor Gravação Dance Pop no 67º Grammy Awards.
Além de seu trabalho solo, Beer dublou a personagem virtual Evelynn na banda virtual K/DA de League of Legends , com quem lançou os singles " Pop/Stars " (2018) e " More " (2020). Ela também apareceu em séries de televisão como Todrick (2015) e RuPaul's Drag Race (2020), e no filme Louder Than Words (2013).

## Biografia
Beer nasceu em março de 1999, em Jericho, Long Island, Nova Iorque, filha de Robert Beer, um construtor de casas, e Tracie Beer, uma designer. Ela possui um irmão mais novo chamado Ryder. Seus pais são divorciados. Beer é judia asquenaze.

## Carreira

### 2012-2016: Início de Carreira
Beer começou a publicar vídeos no YouTube interpretando canções de êxito em 2012. Ela chamou atenção do cantor Justin Bieber, que twittou um de seus vídeos, no qual ela interpreta At Last! de Etta James. Isso fez com que Beer se tornasse mundialmente conhecida no Twitter e assinasse com a gravadora Island Records.
Beer fez parceria com Monster High e gravou uma música-tema para a franquia We Are Monster High. Em fevereiro de 2013, Cody Simpson regravou a música Valentine com ela, na qual foi tocada na Radio Disney, mas nunca foi lançada oficialmente.
Em 12 de setembro de 2013, Beer lançou seu single de estréia, Melodies, que foi escrito por Peter Kelleher, Ben Kohn, Thomas Barnes e Ina Wroldsen. Bieber faz uma aparição no videoclipe da música.
Beer começou a trabalhar em seu álbum de estreia, que deveria ter influências Pop e R&B, afirmando que "serão canções lentas, canções tristes, canções felizes, canções sobre meninos e canções sobre ser quem você é. Estou me certificando de que sim ' estou feliz com todas as músicas, porque se eu não estou feliz com elas, não posso esperar que ninguém mais fique, sabe?". Acredita-se que o álbum foi descartado.
Unbreakable seria o segundo single do próximo álbum de estúdio de Beer. A música foi lançada em 17 de junho de 2014 e escrita por Jessica Ashley, Evan Bogart, Heather Jeanette Miley, Matt Schwartz, Emanuel Kiriakou e Andrew Goldstein. Em 24 de setembro de 2015, Beer lançou "All For Love" com uma dupla americana Jack & Jack.

Em 16 de fevereiro de 2015, anunciou-se que Beer faria participação no single I Will not Let You Walk Away do DJ Mako. A música foi lançada para download digital em 24 de fevereiro de 2015, juntamente com um vídeo musical. A canção atingiu o 19º lugar na Billboard Charts Dance/Mix Show Airplay.
| “                                    | [...] Estou me certificando de que estou feliz com todas as músicas, porque se eu não estou feliz com elas, não posso esperar que mais ninguém seja. | ” |
| — — Beer sobre seu álbum de estréia. | |   |

### 2017-2018: As She Pleases
Beer gravou seu EP, intitulado As She Pleases, ao longo de um período de três anos. Foi lançado em 2 de fevereiro de 2018. No mesmo mês, ela desfilou para o desfile de Dolce & Gabbana Fall 2017 no Milan Fashion Week. "Dead" foi lançado como o single principal do EP em 19 de maio de 2017. O videoclipe foi lançado posteriormente em 3 de agosto de 2017. Beer então lançou "Say It to My Face" como o segundo single do EP em 3 de novembro de 2017. O videoclipe foi lançado em 15 de novembro de 2017.
Em 10 de março de 2018, "Home with You" foi lançado como o terceiro e último single do EP. Em agosto de 2018, a canção alcançou a posição #21 na parada Billboard Mainstream Top 40, tornando-a a única artista solo feminina nas paradas sem uma grande gravadora. Ela fez sua estreia oficial no festival Lollapalooza em 2 de agosto de 2018, em Chicago. Beer foi apresentada em "Blame It On Love", uma música do sétimo álbum de estúdio 7 do DJ francês David Guetta. A desenvolvedora de videogames Riot Games lançou uma música e um videoclipe para "Pop/Stars" em 3 de novembro de 2018. A canção é tocada por Beer, Miyeon e Soyeon do (G)I-dle e Jaira Burns sob um grupo virtual de K-pop chamado K/DA. Essa música foi usada como tema do jogo online League of Legends no final de 2018. Em 9 de novembro de 2018, Beer lançou "Hurts Like Hell" com o rapper americano Offset (rapper).

### 2018-2021: Life Support
Beer foi apresentada em "All day and Night" pelos DJs Jax Jones e Martin Solveig sob o pseudônimo Europa. Esta música foi lançada em 28 de março de 2019. Em 17 de maio de 2019, Beer lançou o single "Dear Society". O single foi inicialmente planejado para ser incluído na lista de faixas de seu álbum de estreia, mas acabou sendo removido da lista final de faixas. Em 9 de agosto de 2019, Beer anunciou em sua conta do Instagram que ela assinou com a Epic Records.
Em janeiro de 2020, ela lançou "Good in Goodbye" como o single principal de seu próximo álbum de estúdio, Life Support. Isso foi seguido por seu segundo single "Selfish" e pelo single promocional "Stained Glass". O primeiro seria mais tarde certificado Ouro pela RIAA nos Estados Unidos[8]. Ela lançou o terceiro single do álbum, "Baby", em 21 de agosto de 2020 junto com o videoclipe. Em setembro de 2020, a marca de cosméticos Morphe lançou uma coleção com Beer chamada Morphe x Madison Beer. Em outubro, ela reprisou seu papel em K/DA como Evelynn e participou de duas faixas do EP All Out (EP) junto com a formação original e Lexie Liu, e também "Villain", que também apresenta a cantora alemã Kim Petras. O quarto single, "Boyshit", foi lançado em dezembro de 2020. Junto com o lançamento da música, ela anunciou a data de lançamento do álbum. Beer foi anunciada como a nova artista LIFT da Vevo em dezembro de 2020. Em apoio à campanha, apresentações ao vivo de singles anteriores "Selfish" e "Boyshit" foram lançadas no mesmo mês. Um curta-metragem para a campanha intitulada Dreams Look Different in the Distance foi lançado em janeiro de 2021.
O Life Support foi lançado em 26 de fevereiro de 2021. O álbum recebeu críticas geralmente favoráveis com Dani Blum do Pitchfork chamando-o de "ambicioso, mas superficial, aparentemente com a intenção de provar sua própria seriedade". Hannah Mylrea da NME foi mais favorável e deu-lhe 4/5 estrelas. Mike DeWald da Riff Magazine deu ao álbum uma nota 8/10, dizendo "Pode ter levado anos para ser feito, mas o primeiro álbum de Madison Beer vale a espera para os fãs pop."

### 2021-presente: Novo álbum
Beer confirmou em uma entrevista com o Zach Sang Show que ela está trabalhando em um segundo álbum e 7 músicas foram escritas para ele, dizendo "Já temos sete músicas no segundo álbum, e tivemos quatro dias de um acampamento de composição". Durante o show, ela também disse que pretendia fazer dois álbuns em um ano (Life Support e seu próximo álbum) e planejava lançar seu próximo álbum no final de 2021.

## Vida pessoal
Em julho de 2014, Beer iniciou um relacionamento com Jack Gilinsky. Em entrevista, ela disse que eles se conheceram através de Nash Grier. A relação se formalizou em abril de 2015, mas teve fim em 2017 devido a diversas discussões. Depois, no final de 2017, ela namorou Zack Bia intermitentemente até o início de 2019. Em 2021, Madison confirmou estar em um relacionamento com Nick Austin.

Em 2016, ao ser questionada sobre sua sexualidade, a cantora deu a seguinte declaração:
| “ | Eu não sou lésbica, mas eu definitivamente amo meninas. [...] Eu não me categorizo hétero, porque eu acho que rótulos são estranhos. | ” |

Mais tarde, em 2020 por uma live do TikTok, Madison afirmou ser bissexual e percebeu por volta de 2016–2017, dizendo "'Você é bi[ssexual]?' Sim, eu saí do armário há uns 4, 3 anos, eu diria. As pessoas sempre me perguntam isso, e eu acho que já respondi essa pergunta muitas vezes. É meio estranho." acrescentando: "Eu sou bi[ssexual], sempre fui, não é nada novo." Ela também declarou anteriormente que estava apaixonada por uma mulher.
Beer lutou com problemas de saúde mental ao longo de sua vida e disse que a mídia social e a internet contribuíram para seus problemas, escrevendo a canção "Dear Society" sobre os problemas que a sociedade causa a ela. Ela já tentou se machucar anteriormente e foi diagnosticada com Borderline.
Beer afirma que suas inspirações em sua música e composição são Lana Del Rey, Daft Punk, Melanie Martinez e Ariana Grande. Quando questionada se ela se inspirou em Grande, uma questão amplamente debatida na internet, Beer respondeu "Quer dizer, você sabe que Ariana [Grande] tem sido uma das minhas pessoas favoritas desde sempre, tanto da minha carreira e até um pouco antes da minha carreira, então tenho certeza que ela definitivamente me influenciou muito. " acrescentando mais tarde, "Mas, eu odeio essa narrativa que está sendo empurrada sobre mim e ela [Ariana Grande], você sabe, que é meio como essa coisa de competição, como se fosse alguém que eu idolatrava e alguém que eu procuro."

## Discografia
- As She Pleases (2018)

- Life Support (2021)

- Silence Between Songs (2023)

## Tours
Headlining
- As She Pleases Tour (2018)
- The Spinnin Tour (2024)

## Filmografia
| Ano  | Título original                      | Título no Brasil                     | Personagem | Notas                     |
| ---- | ------------------------------------ | ------------------------------------ | ---------- | ------------------------- |
| 2013 | Louder Than Words                    | Mais de Mil Palavras                 | Amy        | Figurante                 |
| 2020 | RuPaul's Secrety Celebrity Drag Race | RuPaul's Secrety Celebrity Drag Race | Ela Mesma  | Participante - Episódio 4 |
| 2020 | RuPaul's Drag Race All Stars         | RuPaul's Drag Race All Stars         | Ela Mesma  | Jurada Convidada          |